# Aeroportul Colonsay
Aeroportul Colonsay (IATA: CSA, ICAO: EGEY) este un aeroport din Argyll and Bute, Scoția, Regatul Unit ce deservește zona Colonsay⁠(d). A fost numit după zona deservită.
Situat la o altitudine de 13 m, aeroportul dispune de 1 pistă. Este operat de Argyll and Bute.

## Infrastructură

### Piste
Aeroportul dispune de o singură pistă. Pista 10/28 are suprafața de asfalt și dimensiunile 501 m × 18 m. 